# 北海道道1068号留萌北竜線
北海道道1068号留萌北竜線（ほっかいどうどう1068ごう るもいほくりゅうせん）は、北海道留萌市と雨竜郡北竜町を結ぶ計画の一般道道（北海道道）である。途中に未供用区間があり留萌市側と北竜町側に分断された状態で供用されている。冬期通行止め区間がある。

## 概要

### 路線データ
- 起点：北海道留萌市幌糠町（国道233号交点）
- 終点：北海道雨竜郡北竜町字竜西（北海道道94号増毛稲田線交点）
- 総延長：9.270 km
- 実延長：5.922 km
- 重用延長：0.048 km
- 未供用延長：3.300 km

### 道路管理者
- 留萌振興局 留萌建設管理部 事業課
- 空知総合振興局 札幌建設管理部 深川出張所

## 歴史
- 1986年（昭和61年）3月31日 - 路線認定[1]。同日付けで道道642号チバベリ幌糠停車場線が廃止[2]、当路線の一部となる。

## 路線状況

### 冬期交通規制（通行止め）
- 留萌市幌糠1875（国道233号交点） - 留萌市大字留萌村字チバベリ3692（留萌ダム管理支所）
区間延長：1.2 km
- 留萌市大字留萌村字チバベリ3692（留萌ダム管理支所） - 留萌市大字留萌村字チバベリ国有林103林班ろ小班（留萌側末端）
区間延長：6.0 km

### 道路施設

#### 主な橋梁
- チバベリ橋（119 m、留萌川、留萌市大字留萌村字チバベリ）
- 鹿太郎橋（140 m、チバベリ湖、留萌市大字留萌村字チバベリ）
- 与作橋（215 m、チバベリ湖、留萌市大字留萌村字チバベリ）
- 亀次郎橋（97 m、チバベリ湖、留萌市大字留萌村字チバベリ）
- 三太郎橋（124 m、チバベリ湖、留萌市大字留萌村字チバベリ）
- 伊平橋（99 m、チバベリ湖、留萌市大字留萌村字チバベリ）
- 嘉一橋（82 m、チバベリ湖、留萌市大字留萌村字チバベリ）
- 甚作橋（96 m、チバベリ湖、留萌市大字留萌村字チバベリ）
- 市次郎橋（65 m、チバベリ湖、留萌市大字留萌村字チバベリ）
- 佐一橋（85 m、チバベリ湖、留萌市大字留萌村字チバベリ）
- チバベリ大橋（320 m、チバベリ湖、留萌市大字留萌村字チバベリ）
- 佐一郎橋（35 m、チバベリ川、留萌市大字留萌村字チバベリ）
- 弥助橋（22 m、チバベリ川、留萌市大字留萌村字チバベリ）
- 栄橋（43 m、石油沢川、北竜町字竜西）

## 地理

### 通過する自治体
- 留萌振興局
  - 留萌市
- 空知総合振興局
  - 雨竜郡北竜町

### 交差する道路
留萌市
- 国道233号 - 幌糠町（起点）
- 深川留萌自動車道 - 幌糠町（接続はしない）

北竜町
- 北海道道94号増毛稲田線 - 字竜西（終点）

### 沿線にある施設など
留萌市
- 留萌ダム